# Colibrí de Taczanowski
El colibrí de Taczanowski (Thaumasius taczanowskii) és una espècie d'ocell de la família dels troquílids (Trochilidae) que habita garrigues àrides dels Andes del nord i centre del Perú.